# لوز (میناس گرایس)
لوز (به پرتغالی: Luz) یک منطقهٔ مسکونی در برزیل است که در میناز ژرایس واقع شده‌است. لوز ۱٬۱۷۲ کیلومتر مربع مساحت و ۱۸٬۲۵۷ نفر جمعیت دارد.